# Förbundet Alenka Bratušek
Forbundet Alenka Bratušek (slovenska: Stranka Alenka Bratušek - SAB) är ett politiskt parti i Slovenien, startat 2014. Partiet som anses tillhöra vänstersidan, bär namn efter landets tidigare statsminister. Bratušek startade partiet då hon förlorade kampen om ledarposten i sitt tidigare parti. SAB fick fyra representanter vid parlamentsvalet 2014. I nästa parlamentsval fick partiet en representant till.
SAB är en associerad medlem i ALDE-partiet.

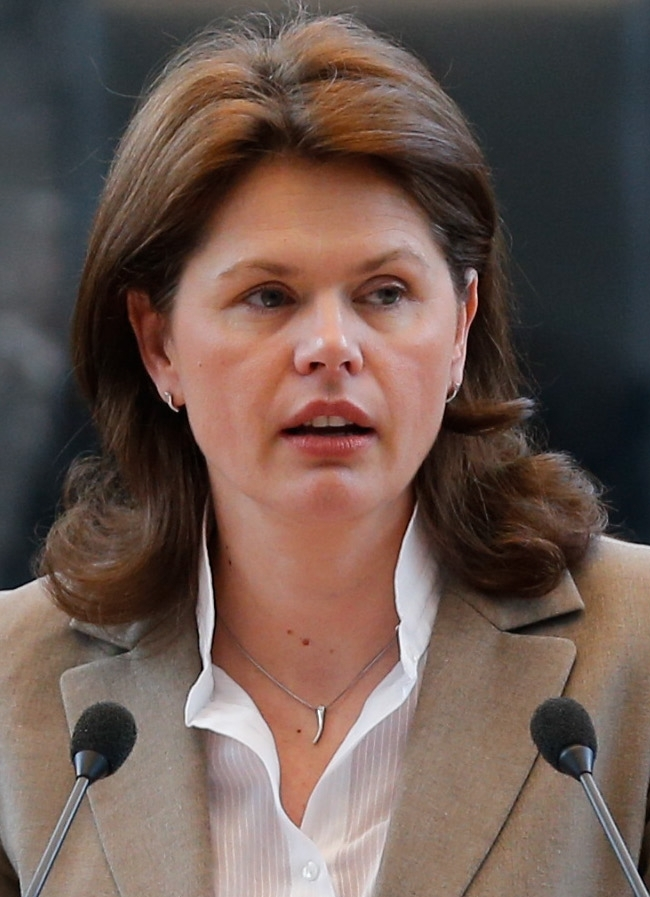
Alenka Bratušek var partiets grundare.